# Oxymacaria comptata
Oxymacaria comptata är en fjärilsart som beskrevs av Walker 1869. Oxymacaria comptata ingår i släktet Oxymacaria och familjen mätare. Inga underarter finns listade i Catalogue of Life.